# Alexander Adrion
Alexander Adrion, bürgerlicher Name Gerhard Engelsleben, (* 17. November 1923 in Berlin; † 27. Februar 2013 in Hoffnungsthal (Rösrath)) war ein deutscher Zauberkünstler und Autor.

## Leben
Adrion gewann erste Zaubereindrücke in den Kirmesbuden des Stralauer Fischzuges und des Lunaparks, im Wintergarten und im Plaza. Als Vierzehnjähriger lernte er Conradi-Horster kennen, von dem er erste Unterweisungen erhielt. Nach dem Ende seiner Schulzeit wurde er zum Reichsarbeitsdienst (1941) und Wehrdienst (1942) einberufen. Im Marschgepäck hatte er immer einige Zauberexperimente. Im Februar 1944 hatte er während des Genesungsurlaubs nach der zweiten Verwundung seinen ersten öffentlichen Auftritt in Willi Schaeffers Berliner Kabarett der Komiker.
Nach dem Kriegsende und der Entlassung aus amerikanischer Gefangenschaft war er für kurze Zeit Gasthörer an Eberhard-Karls-Universität in Tübingen für Philosophie. Davor hatte er 1940 eine Ausbildung zum Verlagsbuchhändler begonnen.
Sein erstes Geld „erzauberte“ er sich in Mostkneipen und bei Festlichkeiten vor Studenten und Professoren. Hier begegnete er Werner Finck, der ihm riet, einen eigenen Stil abseits der herkömmlichen Unterhaltungsstätten zu entwickeln. Am 7. November 1949  hatte Alexander Adrion sein erstes öffentliches Gastspiel mit abendfüllendem Programm in Herten. Bis 1954 wurde er von den Musikern Dieter Nagel, Wolfram Gehring, Reinhold Ummenhofer und Karlheinz Stockhausen begleitet. Mit seinem Programm Nur der Schein trügt nicht gab  er im In- und Ausland Zauberabende und entwickelte  ein „Gaukler-Kolleg“ für ausgewählte Kreise. Adrion sah sich in der Tradition von Fredo Marvelli und verstand Zauberei als eigene, ernst zu nehmende Kunstform. Er verzichtete weitgehend auf technische Apparate und verließ sich auf die Kunst seiner Hände und die geistreiche Improvisation des Wortes. Die Presse nannte ihn den „philosophierenden Zauberer“.
Seit 1955 nutzte Adrion seine freie Zeit neben den Gastspielen zum Sammeln von Dokumenten zur Geschichte der Zauberkunst, der orientalischen Magie und der Psychologie der Täuschung. Adrion hatte auch eine lebenslange Faszination für Taschendiebe. Daraus entstand ein Archiv, aus dem er Anregungen zu seinen  Büchern und Publikationen schöpfte. Er war Autor und tricktechnischer Berater des Filmes Robert-Houdin, der Zauberer. 1985 nahm Adrion Abschied von der Bühne und widmete sich seitdem seinen historischen Interessen zur Geschichte der Magie und seinen Publikationen. Seine Veröffentlichungen wurden in insgesamt sechs Sprachen übersetzt. Er starb am 27. Februar 2013 in der Nähe von Köln.

## Veröffentlichungen (Auswahl)
- Zauberei Zauberei. Das Erlebnis der Magie in Wort und Bild. Mit einem Interview geführt von Heinrich Böll. Walter-Verlag, Olten und Freiburg, 1968.
- als Herausgeber: Die Memoiren des Robert-Houdin. König der Zauberer.  Carl-Rauch-Verlag, Düsseldorf 1969.
- als Herausgeber: Vollkommene Anweisung die Taschenspieler-Kunst auf die leichteste Art zu erlernen. Bestehend in Exempeln wie jede Kunstgriffe zu machen sind. Insel-Bücherei Nr. 947. Insel Verlag, Frankfurt/M. 1970. (Bzw. als erweiterte Taschenbuchausgabe: Mein altes Zauberbuch. Herausgegeben und mit einem Nachwort versehen von Alexander Adrion. Mit Taschenspieler-Bildern aus der Sammlung Alexander Adrion. Insel-Taschenbuch 421. Insel Verlag, Frankfurt/M. 1979, ISBN 3-458-32121-7.)
- Die Kunst zu zaubern. DuMont Buchverlag, Köln 1978, ISBN 3-7701-1064-1.
- Adrions Zauberkabinett. Zum Vorführen und Verwundern für jedermann. DuMont Buchverlag, (studio dumont), Köln 1980, ISBN 3-7701-1236-9.
- Taschendiebe. Der heimlichen Zunft auf die Finger geschaut. Verlag C. H. Beck, München 1992, ISBN 3-406-36694-5.
  - überarbeitete Neuauflage: Fischer Taschenbuchverlag, Frankfurt am Main 1996, ISBN 3-596-13460-9.
- Zaubereien oder das Spiel mit dem Schein. Autobiographische Texte. Kösel-Verlag, München 1994, ISBN 3-466-30367-2.

## Ausstellungen
- Abrakadabra – Alte Bilder und Bücher über Zauberer und Gaukelkunst, Sammlung Adrion, Städtische Kunstsammlung Bonn, 24. November bis 10. Januar 1971
- Zauberei und Gaukelkunst – Eine Ausstellung alter Bilder, Bücher und Geräte aus der Sammlung Alexander Adrion, Forum Bergisch Gladbach, 22. Oktober bis 21. November 1971
- Alexander Adrion. Sein Leben und seine Kunst der Verzauberung. Ausstellung anlässlich des 60. Geburtstages von Alexander Adrion in der Zentralbibliothek Köln, 2. November bis 3. Dezember 1983
- Zauberei Zauberei. Plakate aus der Sammlung Alexander Adrion. Kreissparkasse Köln in Zusammenarbeit mit dem Kölnischen Stadtmuseum. 31. August 1992 bis Ende September 1992